# Барвінівка (Запорізький район)
Барвіні́вка — село в Україні, у Тернуватській селищній громаді Запорізького району Запорізької області. Населення становить 490 осіб. До 2020 року орган місцевого самоврядування — Барвінівська сільська рада.

## Географія
Село Барвинівка розташоване за 76 км від обласного центру, за 20 км від адміністративного центру селищної громади, на правому березі річки Верхня Терса в місці впадання в неї річки Нижня Солона, вище за течією на відстані 4 км розташоване село Любицьке, нижче за течією на відстані 1,5 км розташоване село Воскресенка. Через село пролягає автошлях територіального значення Т 0408. Найближча залізнична станція Гайчур (за 20 км).

## Історія
Село засновано 1850 року під первинною назвою — Ханюкове. У 1922 році перейменоване в село Краснопіль, а згодом у село Барвинівка.
7 (20) листопада 1917 року, відповідно до Третього Універсалу Української Центральної Ради, увійшло до складу Української Народної Республіки.
5 березня 2015 року у селі було демонтовано пам'ятник Леніну.
12 червня 2020 року, відповідно до Розпорядження Кабінету Міністрів України від № 713-р «Про визначення адміністративних центрів та затвердження територій територіальних громад Запорізької області», село увійшло до складу Тернуватської селищної громади.
19 липня 2020 року, в результаті адміністративно-територіальної реформи та ліквідації Новомиколаївського району, село увійшло до складу Запорізького району.

## Населення
Згідно з переписом УРСР 1989 року чисельність наявного населення села становила 452 особи, з яких 198 чоловіків та 254 жінки.
За переписом населення України 2001 року в селі мешкало 490 осіб.

### Мова
Розподіл населення за рідною мовою за даними перепису 2001 року:
| Мова       | Відсоток |
| ---------- | -------- |
| українська | 95,31 %  |
| російська  | 3,06 %   |
| молдовська | 1,22 %   |
| білоруська | 0,20 %   |
| інші       | 0,21 %   |

## Економіка
- ТОВ «Барви».

## Об'єкти соціальної сфери
- Середня загальноосвітня школа I—II ступенів.
- Дитячий дошкільний навчальний заклад.
- Будинок культури.
- Амбулаторія.